# Ponometia magnifica
Ponometia magnifica là một loài bướm đêm trong họ Noctuidae.